# Hoa hậu Pháp 2016
Hoa hậu Pháp 2016 là cuộc thi Hoa hậu Pháp lần thứ 86 và đã được tổ chức ngày vào 19 tháng 12 năm 2015 tại Zénith de Lille, Lille. Cuộc thi đã được truyền hình trực tiếp trên kênh TF1.
Người chiến thắng trong cuộc thi này là cô Iris Mittenaere, thí sinh của Nord-Pas-de-Calais.
Iris Mittenaere chiến thắng trong cuộc thi Hoa hậu Hoàn vũ 2016 tại Manila, Philippines và trở thành người thứ 2 từ Pháp chiến thắng cuộc thi này sau 40 năm kể từ khi Christiane Martel chiến thắng năm 1953, và cũng là người đem về chiến thắng cho Châu Âu sau 14 năm.

## Các vị trí
| Kết quả           | Thí sinh |
| Hoa hậu Pháp 2016 | - Nord-Pas-de-Calais – Iris Mittenaere |
| Á hậu 1           | - Martinique – Morgane Edvige |
| Á hậu 2           | - Tahiti – Vaimiti Teiefitu |
| Á hậu 3           | - Provence – Julia Courtès |
| Á hậu 4           | - Réunion – Azuima Issa |
| Á hậu 5           | - Aquitaine – Gennifer Demey |
| Á hậu 6           | - Centre-Val de Loire – Margaux Bourdin |
| Top 12            | - Alsace – Laura Muller - Languedoc – Lena Starchuski - Brittany – Léa Bizeul - Rhône-Alpes – Nora Bengrine - Côte d'Azur – Léanna Ferrero |

## Các thí sinh tham dự vòng chung kết
| Vùng                       | Họ tên           | Tuổi | Chiều cao               | Cư trú                    | Bầu trên                           | Thành tích                                                        |
| -------------------------- | ---------------- | ---- | ----------------------- | ------------------------- | ---------------------------------- | ----------------------------------------------------------------- |
| Alsace                     | Laura Muller     | 19   | 171 cm (5 ft 7+1⁄2 in)  | Sélestat                  | 6 tháng 9 tại Richwiller           | Top 12                                                            |
| Aquitaine                  | Gennifer Demey   | 23   | 171 cm (5 ft 7+1⁄2 in)  | Lormont                   | 10 tháng 10 tại Saint-Jean-d'Illac | Á hậu 5                                                           |
| Auvergne                   | Pauline Bazoge   | 18   | 171 cm (5 ft 7+1⁄2 in)  | La Chapelaude             | 26 tháng 6 tại Vichy               | --------                                                          |
| Bourgogne                  | Jade Vélon       | 21   | 175 cm (5 ft 9 in)      | Mâcon                     | 20 tháng 9 tại Autun               | Hoa hậu Ảnh                                                       |
| Brittany                   | Léa Bizeul       | 19   | 175 cm (5 ft 9 in)      | Saint-Malo                | 3 tháng 10 tại Saint-Pol-de-Léon   | Top 12                                                            |
| Centre-Val de Loire        | Margaux Bourdin  | 18   | 176 cm (5 ft 9+1⁄2 in)  | Châteauneuf-en-Thymerais  | 19 tháng 9 tại Déols               | Á hậu 6                                                           |
| Champagne-Ardenne          | Océane Pagenot   | 20   | 171 cm (5 ft 7+1⁄2 in)  | Reims                     | 25 tháng 9 tại Tinqueux            | Prize of Elegance                                                 |
| Corsica                    | Jessica Garcia   | 21   | 170 cm (5 ft 7 in)      | Furiani                   | 11 tháng 9 tại Porticcio           | ----------                                                        |
| Côte d'Azur                | Leanna Ferrero   | 20   | 172 cm (5 ft 7+1⁄2 in)  | Cannes                    | 2 tháng 8 tại Mougins              | Top 12                                                            |
| Franche-Comté              | Alizée Vannier   | 19   | 172 cm (5 ft 7+1⁄2 in)  | Pelousey                  | 16 tháng 10 tại Belfort            | -----------                                                       |
| Guadeloupe và Îles du Nord | Johanna Delphin  | 20   | 177 cm (5 ft 9+1⁄2 in)  | Baie-Mahault              | 29 tháng 8 tại Saint-Martin        | -----------                                                       |
| French Guiana              | Estelle Merlin   | 22   | 183 cm (6 ft 0 in)      | Cayenne                   | 10 tháng 10 tại Cayenne            | ------------                                                      |
| Île-de-France              | Fanny Harcaut    | 19   | 176 cm (5 ft 9+1⁄2 in)  | Créteil                   | 23 tháng 6 tại Paris               | Best in swimsuit                                                  |
| Languedoc                  | Lena Stachurski  | 20   | 173 cm (5 ft 8 in)      | Roquemaure                | 1 tháng 8 tại Carnon               | Top 12                                                            |
| Limousin                   | Emma Bourroux    | 20   | 180 cm (5 ft 11 in)     | Saint-Germain-les-Vergnes | 18 tháng 9 tại Brive-la-Gaillarde  | -------------                                                     |
| Lorraine                   | Jessica Molle    | 19   | 170 cm (5 ft 7 in)      | Corny-sur-Moselle         | 5 tháng 9 tại Vittel               | --------------                                                    |
| Martinique                 | Morgane Edvige   | 19   | 178 cm (5 ft 10 in)     | Le François               | 25 tháng 9 tại Fort-de-France      | Á hậu 1                                                           |
| Mayotte                    | Ramatou Radjabo  | 18   | 170 cm (5 ft 7 in)      | Chirongui                 | 29 tháng 8 tại Pamandzi            | Hoa hậu Thân thiện                                                |
| Midi-Pyrénées              | Emily Segouffin  | 24   | 173 cm (5 ft 8 in)      | Chélan                    | 9 tháng 10 tại Castéra-Verduzan    | ---------------                                                   |
| Nord-Pas-de-Calais         | Iris Mittenaere  | 22   | 172 cm (5 ft 7+1⁄2 in)  | Steenvoorde               | 26 tháng 9 tại Orchies             | Prize of General Knowledge Hoa hậu Pháp 2016 Hoa hậu Hoàn vũ 2016 |
| Normandy                   | Daphné Bruman    | 24   | 178 cm (5 ft 10 in)     | Caen                      | 13 tháng 10 tại Mortagne-au-Perche | ---------------                                                   |
| Nouvelle-Calédonie         | Gyna Moereo      | 18   | 174 cm (5 ft 8+1⁄2 in)  | Nouméa                    | 22 tháng 8 tại Païta               | --------------                                                    |
| Pays de la Loire           | Angelina Laurent | 20   | 173 cm (5 ft 8 in)      | Ruaudin                   | 2 tháng 10 tại Châteaubriant       | --------------                                                    |
| Picardy                    | Émilie Delaplace | 19   | 174 cm (5 ft 8+1⁄2 in)  | Creil                     | 27 tháng 9 tại Beauvais            | --------------                                                    |
| Poitou-Charentes           | Manon Rougier    | 19   | 179 cm (5 ft 10+1⁄2 in) | Roullet-Saint-Estèphe     | 11 tháng 10 tại Cognac             | ----------------                                                  |
| Provence                   | Julia Courtès    | 18   | 172 cm (5 ft 7+1⁄2 in)  | Martigues                 | 31 tháng 7 tại Istres              | Á hậu 3                                                           |
| Réunion                    | Azuima Issa      | 19   | 180 cm (5 ft 11 in)     | Saint-Denis               | 18 tháng 7 tại Saint-Denis         | Á hậu 4                                                           |
| Rhône-Alpes                | Nora Bengrine    | 20   | 172 cm (5 ft 7+1⁄2 in)  | Saint-Martin-d'Hères      | 18 tháng 10 tại Oyonnax            | Top 12                                                            |
| Roussillon                 | Anaïs Marin      | 21   | 178 cm (5 ft 10 in)     | Alénya                    | 28 tháng 7 tại Le Barcarès         | --------------                                                    |
| Saint-Pierre-et-Miquelon   | Julie Briand     | 19   | 175 cm (5 ft 9 in)      | Saint-Pierre              | 10 tháng 7 tại Saint-Pierre        | --------------                                                    |
| Tahiti                     | Vaimiti Teiefitu | 19   | 177 cm (5 ft 9+1⁄2 in)  | Mahina                    | 19 tháng 6 tại Papeete             | Á hậu 2                                                           |

## Giám khảo
- Jean-Paul Gaultier (chủ tịch) - Nhà tạo mẫu Pháp
- Anggun - Ca sĩ
- Frédéric Michalak - Cầu Thủ Bóng Bầu Dục Pháp
- Laëtitia Milot - Diễn viên Pháp
- Kendji Girac - Ca sĩ
- Patrick Fiori - Ca sĩ
- Chloé Mortaud - Hoa hậu Pháp 2009

## Dự thi quốc tế
| Cuộc thi/Năm          | Đại diện        | Thứ hạng             | Giải thưởng Khác  |
| --------------------- | --------------- | -------------------- | ----------------- |
| Hoa hậu Hoàn vũ 2016  | Iris Mittenaere | Hoa hậu Hoàn vũ 2016 | Không có          |
| Hoa hậu Thế giới 2016 | Morgane Edvige  | Top 20               | Top Model (Top 5) |

### Miss Glandslam(Giải thưởng Do Global Beauties bình chọn)
| Năm                                   | Đại diện         | Vùng               | Thứ hạng         | Special Awards |
| ------------------------------------- | ---------------- | ------------------ | ---------------- | -------------- |
| Miss Glandslam 2016                   | Iris Mittenaere  | Nord-Pas-de-Calais | Top 5 (Hạng 2)   | Không có       |
| Miss Glandslam Hoa hậu Pháp 2013-2016 | Iris Mittenaere  | Nord-Pas-de-Calais | Top 12 (Hạng 5)  | Không có       |
| Miss Glandslam Hoa hậu Pháp 2013-2016 | Julia Courtès    | Provence           | Top 12 (Hạng 6)  | Không có       |
| Miss Glandslam Hoa hậu Pháp 2013-2016 | Léa Bizeul       | Brittany           | Top 12 (Hạng 7)  | Không có       |
| Miss Glandslam Hoa hậu Pháp 2013-2016 | Morgane Edvige   | Martinique         | Top 12 (Hạng 10) | Không có       |
| Miss Glandslam Hoa hậu Pháp 2013-2016 | Vaimiti Teiefitu | Tahiti             | Top 12 (Hạng 11) | Không có       |